# Sara Skyttedal
Sara Magdalena Skyttedal (Tyresö, 6 agosto 1986) è una politica svedese del partito Cristiani Democratici (DK) e membro del Parlamento Europeo dal 2019.
Tra il 2013 e il 2016 è stata presidente dell'Associazione dei Giovani Democratici Cristiani. Dal 2016 al 2019 è stata consigliere comunale di Linköping.

## Biografia
Skyttedal è cresciuta nel comune di Haninge, a sud di Stoccolma. I genitori divorziarono quando lei aveva dieci anni e il padre si trasferì all'estero. La madre lavorava come badante, ma a volte era disoccupata e a volte in congedo per malattia. Si è descritta come molto introversa nella sua adolescenza. Durante il liceo ha lavorato come addetta alle pulizie al Finlandsbåtarna e come istruttrice di spinning presso la catena di palestre SATS.
Skyttedal ha studiato scienze politiche ed economia all'Università di Stoccolma negli anni 2007-2010 ma non si è laureata. In precedenza ha partecipato a corsi di storia, diritto pubblico e retorica presso l'Università di Södertörn nel 2006-2007.